# 荒本一成
荒本 一成（あらもと いっせい、1999年12月11日 - ）は、日本のプロボクサー。帝拳ボクシングジム所属。

## 経歴

### アマチュア時代
高校時代に全国大会を全て制する日本ボクシング史上初の高校8冠を同期の今永虎雅とともに達成。
2018年ジャカルタ・2023年杭州のアジア競技大会日本代表。
奈良県香芝市出身。
日本大学卒業。大学時代は両膝の手術の影響もあり全国大会で結果を残せなかったが、卒業後の2022年に全日本選手権優勝を果たす。翌年の世界選手権にも出場。
2024年パリオリンピックを目指すが、2023年全日本選手権初戦で敗退。
五輪が消えた後は引退も考えていたが、「幼い頃の目標は五輪のメダルより、プロのベルトを獲ることだった」と大学1年より練習してきた帝拳ジムよりプロ転向を表明。19日にB級プロテストを受験し合格。

### プロデビュー後
2024年7月20日、両国国技館でのダブル世界戦『Prime Video Presents Live Boxing 9』のアンダーカードとしてムングンツォージ・ナンディンエルデン（モンゴル）とスーパーミドル級6回戦でプロデビューし、に6回1分9秒TKO勝利。
2025年3月1日、後楽園ホールでの日本タイトルマッチ「WHO’S NEXT DYNAMIC GLOVE on U－NEXT Vol.30」のアンダーカードとしてベク・ハソ(モンゴル) と74kg契約8回戦で対戦。ダウンを奪い判定勝利した。

## 獲得タイトル
アマチュア
- 平成27年度全国高等学校総合体育大会ライトウェルター級 優勝
- 第70回国民体育大会少年の部ライトウェルター級 優勝
- 第28回全国高等学校ボクシング選抜大会ライトウェルター級 優勝
- 平成28年度全国高等学校総合体育大会ライトウェルター級 優勝
- 第71回国民体育大会少年の部ライトウェルター級 優勝
- 第29回全国高等学校ボクシング選抜大会ライトウェルター級 優勝
- 平成29年度全国高等学校総合体育大会ウェルター級 優勝
- 第72回国民体育大会少年の部ウェルター級 優勝
- 第1回山根杯争奪戦ウェルター級 優勝
- 第74回国民体育大会成年の部ミドル級 優勝
- 第74回全日本社会人選手権ミドル級 優勝
- 第77回国民体育大会成年の部ライトヘビー級 優勝
- 2022 全日本ボクシング選手権大会ミドル級 優勝

## 戦績
- アマチュアボクシング - 92戦85勝7敗
- プロボクシング - 3戦3勝（1KO）

| 戦           | 日付          | 勝敗 | 時間    | 内容    | 対戦相手                             | 国籍     | 備考                         |
| ------------ | ------------- | ---- | ------- | ------- | ------------------------------------ | -------- | ---------------------------- |
| 1            | 2024年7月20日 | ☆    | 6R 1:09 | TKO     | ムングンツォージ・ナンディンエルデン | モンゴル | プロデビュー戦               |
| 2            | 2025年3月1日  | ☆    | 8R      | 判定3-0 | ベク・ハソ                           | モンゴル |                              |
| 3            | 2025年7月5日  | ☆    | 8R      | 判定3-0 | 中田勝浩 (井岡弘樹)                  | 日本     | 2020年度全日本ミドル級新人王 |
| テンプレート |               |      |         |         |                                      |          |                              |